# Видовденска конституция
Видовденската конституция (на сръбски: Видовдански устав) е първата конституция на Кралството на сърби, хървати и словенци.
Наричана е Видовденска, тъй като е приета на всенародния празник Видовден – 28 юни 1921 г. Остава в сила до 6 януари 1929 г.